# زاميا سوداء الدعامة
زاميا سوداء الدعامة (الاسم العلمي:Zamia melanorrhachis) هي نوع من النباتات تتبع جنس الزاميا من الفصيلة الزامية.